# Episodi di Garage Sale Mystery
Elenco degli episodi della serie televisiva Garage Sale Mystery.
Gli episodi, girati come film TV, sono basati sull'omonima serie di libri, scritta da Suzi Weinert.
| nº | Titolo originale             | Titolo italiano                     | Prima TV originale | Prima TV Italia   |
| -- | ---------------------------- | ----------------------------------- | ------------------ | ----------------- |
| 1  | Garage Sale Mystery          | Il mistero della statuetta di giada | 14 settembre 2013  | 6 giugno 2016     |
| 2  | All That Glitters            | Non è oro tutto ciò che luccica     | 26 ottobre 2014    | 13 giugno 2016    |
| 3  | The Deadly Room              | La camera della morte               | 11 aprile 2015     | 20 giugno 2016    |
| 4  | The Wedding Dress            | Il vestito da sposa                 | 9 agosto 2015      | 27 giugno 2016    |
| 5  | Guilty Until Proven Innocent | Colpevole fino a prova contraria    | 3 gennaio 2016     | 19 ottobre 2016   |
| 6  | The Novel Murders            | Come in un giallo                   | 5 giugno 2016      | 26 ottobre 2016   |
| 7  | The Art of Murder            | L'arte del delitto                  | 8 gennaio 2017     | 2 novembre 2016   |
| 8  | The Beach Murder             | Omicidio sulla spiaggia             | 11 agosto 2017     | 7 marzo 2018      |
| 9  | Murder by Text               | Messaggio di morte                  | 13 agosto 2017     | 14 marzo 2018     |
| 10 | Murder Most Medieval         | Giostra di sangue                   | 20 agosto 2017     | 21 marzo 2018     |
| 11 | A Case of Murder             | La voce dell'assassino              | 27 agosto 2017     | 28 marzo 2018     |
| 12 | The Pandora's Box Murders    | I delitti del vaso di Pandora       | 5 agosto 2018      | 10 ottobre 2018   |
| 13 | The Mask Murder              | Maschera di morte                   | 12 agosto 2018     | 17 ottobre 2018   |
| 14 | Picture a Murder             | Fotografia di un omicidio           | 19 agosto 2018     | 24 ottobre 2018   |
| 15 | Murder In D Minor            | Omicidio in re minore               | 26 agosto 2018     | 1º aprile 2019    |
| 16 | Searched & Seized            | L'asta del mistero                  | 8 maggio 2020      | 16 settembre 2020 |
| 17 | Three Little Murders         |                                     |                    |                   |

## Il mistero della statuetta di giada
- Titolo originale: Garage Sale Mystery
- Diretto da: Peter DeLuise
- Scritto da: Walter Klenhard e Ronald Parker

### Trama
Jennifer Shannon, esperta rivenditrice di antichità, nota che diverse case sono state svaligiate subito dopo aver tenuto una "Garage Sale". Kate, amica di Jennifer, organizza anch'essa una di queste vendite e viene uccisa poco dopo. Con l'aiuto del detective Adam Iverson, Jennifer si mette ad indagare per scoprire l'identità dell'assassino.

## Non è oro tutto ciò che luccica

Una scena del film.

- Titolo originale: All That Glitters
- Diretto da: Peter DeLuise
- Scritto da: Walter Klenhard

### Trama
Martin, amico di Jennifer e proprietario del centro di stoccaggio, viene assassinato poche ore dopo aver messo all'asta alcuni oggetti che si trovavano da tempo in uno dei suoi garage. Coinvolta nel caso come testimone oculare, Jennifer si mette subito ad indagare insieme al detective Lynwood. Nel frattempo suo figlio Logan, convinto di aver trovato una mappa del tesoro si mette alla sua ricerca nella speranza di trovare un forziere pieno d'oro.

## La camera della morte
- Titolo originale: The Deadly Room
- Diretto da: Peter DeLuise
- Scritto da: Walter Klenhard

## Il vestito da sposa
- Titolo originale: The Wedding Dress
- Diretto da:
- Scritto da:

## Colpevole fino a prova contraria
- Titolo originale: Guilty Until Proven Innocent
- Diretto da: Peter DeLuise
- Scritto da: Walter Klenhard

## Come in un giallo
- Titolo originale: The Novel Murders
- Diretto da:
- Scritto da:

## L'arte del delitto
- Titolo originale: The Art of Murder
- Diretto da:
- Scritto da:

## Omicidio sulla spiaggia
- Titolo originale: The Beach Murder
- Diretto da: Neill Fearnley
- Scritto da: Walter Klenhard

### Trama
Quando Steve Winters, ricco imprenditore e marito di una cliente di Jennifer, viene trovato cadavere su una spiaggia tutti si convincono che si sia trattato di un incidente accorso all'uomo mentre praticava surf. Sua moglie non crede però all'incidente e chiede a Jennifer di indagare. Nel frattempo Logan, il figlio di Jennifer, deve prepararsi per un'audizione per la parte di protagonista nella recita scolastica di Romeo e Giulietta.

## Messaggio di morte
- Titolo originale: Murder by Text
- Diretto da:
- Scritto da:

## Giostra di sangue
- Titolo originale: Murder Most Medieval
- Diretto da:
- Scritto da:

## La voce dell'assassino
- Titolo originale: A Case of Murder
- Diretto da:
- Scritto da:

## I delitti del vaso di Pandora
- Titolo originale: The Pandora's Box Murders
- Diretto da:
- Scritto da:

## Maschera di morte
- Titolo originale: The Mask Murder
- Diretto da:
- Scritto da:

## Fotografia di un omicidio
- Titolo originale: Picture a Murder
- Diretto da:
- Scritto da:

## Omicidio in re minore
- Titolo originale: Murder In D Minor
- Diretto da:
- Scritto da:

## L'asta del mistero
- Titolo originale: Searched & Seized
- Diretto da:
- Scritto da: